# Tim Krul

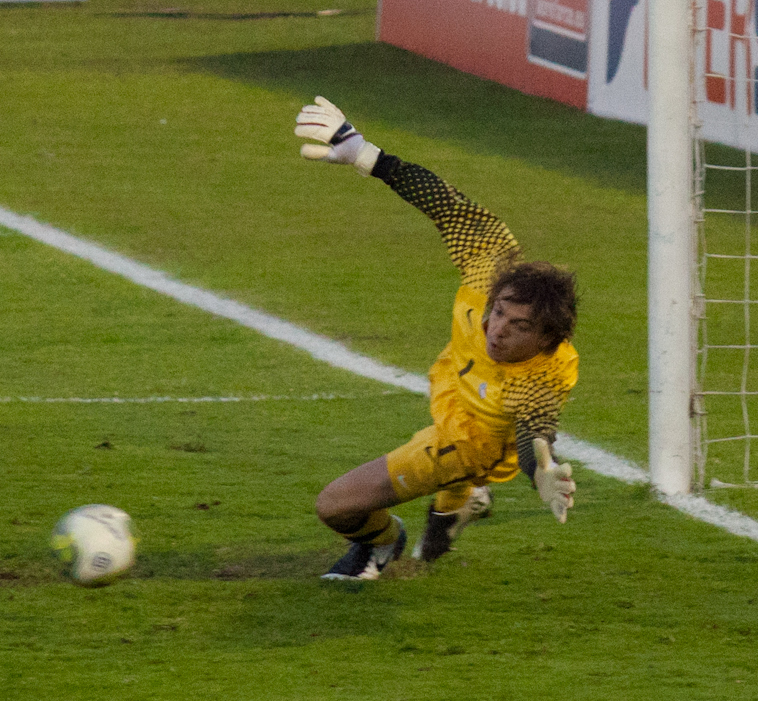

Timothy Michael Krul (Haia, 3 de abril de 1988) é um futebolista holandês que atua como goleiro. Atualmente joga pelo Luton Town.

## Carreira

### Newcastle United
Tim Krul começou sua carreira na cidade natal, no clube RAS, e mais tarde foi para o ADO Den Haag. Transferiu-se para o Newcastle no verão de 2005, para disputar a Premier League.
Krul disputou o Campeonato Europeu Sub-17 pela Holanda, e posteriormente foi promovido para a Seleção Sub-21. Ele fez sua estreia pelo Newcastle na pré-temporada, em uma derrota para o PSV Eindhoven no dia 29 de julho de 2006. 

## Seleção Nacional

### Copa de 2014
Diante da Costa Rica, nas quartas de final da Copa do Mundo de 2014, o técnico Louis van Gaal, numa escolha ousada, substitui o goleiro titular Jasper Cillessen por Tim Krul no último minuto da prorrogação, apenas para a disputa de pênaltis. Krul foi herói e defendeu duas cobranças, levando a Seleção Holandesa à classificação para a semifinal contra a Argentina.